# Ogólnopolskie Forum Inicjatyw Pozarządowych

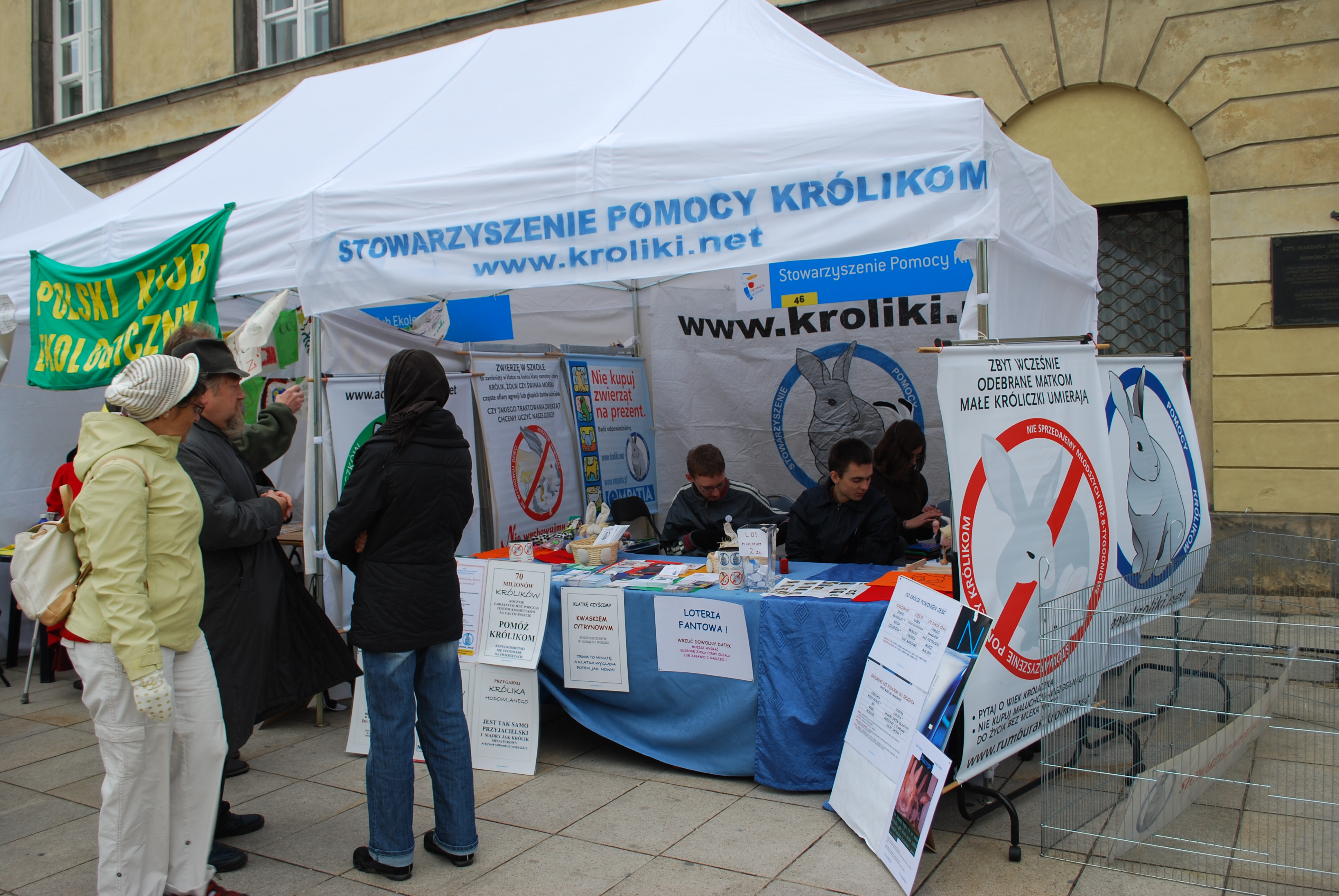
Piknik Organizacji Pozarządowych w ramach V OFIP-u (2008)

Ogólnopolskie Forum Inicjatyw Pozarządowych – cykliczne wydarzenie organizowane w Warszawie od 1996 roku, będące miejscem spotkania osób zaangażowanych w działalność obywatelską i pozarządową.
Głównym celem OFIP-u jest stworzenie miejsca i czasu dla dialogu, wymiany doświadczeń na temat kształtu i dalszego rozwoju społeczeństwa obywatelskiego oraz miejsca i roli, jaką powinni w nim pełnić świadomi i chcący się angażować obywatele. Tydzień Obywatelski jest z kolei okazją do pokazania dorobku i różnorodności organizacji pozarządowych i inicjatyw obywatelskich. Finałem Tygodnia jest Piknik Organizacji Pozarządowych z całej Polski.
Koordynatorem OFIP-u w 1996 było Stowarzyszenie Asocjacje, następnie do 2011 Stowarzyszenie na rzecz Forum Inicjatyw Pozarządowych, a obecnie Ogólnopolska Federacja Organizacji Pozarządowych. Nad przygotowywaniami do kolejnych OFIP-ów czuwa natomiast, powoływany każdorazowo, Komitet Organizacyjny, w którego skład wchodzą organizacje pozarządowe (m.in. Fundacja im. Stefana Batorego, Stowarzyszenie Klon/Jawor) oraz miasto stołeczne Warszawa.
Ostatnia VII edycja Ogólnopolskiego Forum Inicjatyw Pozarządowych (VI OFIP) odbyła się w Warszawie w dniach 8-15 września 2014 roku. OFIP składał się z trzech części: konferencji, Tygodnia Obywatelskiego oraz  Pikniku Organizacji Pozarządowych.